# Thomas Bomel
Thomas Bomel, magyaros írásmóddal Bomel Tamás (Brassó, ? – Szelindek, 1592. január 30.) evangélikus lelkész.

## Élete
1548-ban Nagyszebenben kerületi jegyző volt. 1555-ben a székelyvásárhelyi erdélyi rendek Kemény János és Sombori János társaságában Bécsbe küldték Ferdinánd királyhoz, hogy elnyerjék beleegyezését Izabella királynénak és János Zsigmond hercegnek visszahívására Lengyelországból. Beszéde, melyet ez alkalomkor tartott, fennmaradt Mathias Miles Siebenbürgischer Würgengel című munkájában. Ezután a belső tanács tagja lett. 1561-ben János Zsigmond fejedelem huszad-szedővé (vicesimator) nevezte ki. Ugyanebben az évben megváltoztatta pályáját és szelindeki lelkész lett Szeben megyében, ahol 1569-től fogva esperességi tisztet is viselt. Sírja a szelindeki erődtemplomban található.

## Munkái
- Chronologia rerum Ungaricarum a primo Unnorum in Pannoniam adventu ad millesimum quingentesimum quinquagesimum septimum a nato Christo annum. Coronae, 1556. (Bod Péter szerint, ezen munkát követve csatoltak ezentúl a naptárakhoz rövid kronologiákat.) Ebben a rövid krónikában (annales) Bomelius Magyarország történetét foglalja össze a hunok bejövetelétől 1554-ig, de kitér más országok fontosabb eseményeire is. Művében főleg politikai, katonai és egyháztörténeti események szerepelnek, nagy teret szentel a törökellenes harcoknak.
- Kéziratban maradt: Statuta jurium municipalium civitatis Cibiniensium. Ezen munkát németre is lefordították, de ez is kiadatlan maradt. Bomelius e munkájában a szászok szokásos jogait s magánjogi kiváltságait rendszerbe hozta s a jogeszméhez idomította. Matthias Fronius brassói városi tanácsos azt bővebben kidolgozta.